# Джапаридзе, Манана Сергеевна
Манана Сергеевна Джапаридзе (азерб. Manana Сaparidze, груз. მანანა ჯაფარიძე; род. 28 декабря 1978, Тбилиси) — азербайджанская эстрадная певица грузинского происхождения. Заслуженная артистка Азербайджана (2009).

## Биография
Манана Джапаридзе родилась 28 декабря 1978 года в Тбилиси. C детства увлекалась музыкой, с пяти лет выступала в качестве солистки детских ансамблей «Toli» и «Chiora». Окончила класс вокала Гимназии искусств в Тбилиси и тбилисское отделение Германской академии современного искусства, джаза и шоу-бизнеса. В 1996 году певица завоевала «Гран-При» Международного фестиваля молодых исполнителей «Crystal Fir», проходившего в Боржоми (Грузия).
С конца 1998 года Манана вместе с матерью живёт и работает в Азербайджане, представляет Азербайджан на международных музыкальных фестивалях и конкурсах. Первое выступление Мананы прошло в клубе «Royal Garden», а первой песней на азербайджанском языке стала композиции «Laçın» и «Yuxuma gəl». В 1999 году Джапаридзе получила «Гран-При» Международного фестиваля «Азия дауысы» («Голос Азии») в Алматы (Казахстан). В том же году она стала победительницей фестиваля «Славянский базар» в Витебске (Белоруссия). Певица также является лауреатом международного фестиваля «Universtalent-2000» в Праге и обладательницей «Гран-При» конкурса «Golden Voice of Asia», прошедшего в 2000 году в Шанхае. В том же году выпустила свой дебютный диск «Sənə verdim ürəyimi» и дала свой первый сольный концерт на сцене Дворца имени Гейдара Алиева. В 2001 году Джапаридзе выиграла телевизионный музыкальный конкурс «Шире круг» в Москве. Записала 6 сольных альбомов, 5 на азербайджанском и один на английском языке. Несколько раз выступала c сольными программами в Азербайджане, Грузии, Турции, а также в европейских странах. Лауреат многих музыкальных премий в Азербайджане. Сотрудничает с такими известными азербайджанскими композиторами как Эльдар Мансуров, Вагиф Герайзаде, Алханлы, Наиля Мирмамедли, Иса Меликов и другими. Сочиняет музыку и сама.
8 января 2008 года вышла замуж за Георгия. 10 ноября 2008 года родила дочь Элизабети. Незадолго до рождения дочери приняла азербайджанское гражданство. После небольшой паузы, зимой 2009 года Манана вернулась на эстраду для записи новых песен и выступлений. Певица выпустила 2 новые песни — «Dəli eşqim» и «Şəhərim». В начале июля 2009 года в Азербайджане вышел её долгожданный музыкальный альбом «Bəxt ulduzum», который был издан на студии «Монолит» в Москве.
В 2010—2012 гг. Манана продолжала успешно выступать в Азербайджане и за рубежом, выпустила несколько успешных радио синглов — Sual-Cavab, Tək Səninlə, Duy səsimi и другие песни.
В ноябре 2013 года состоялась премьера первого за 5 лет музыкального клипа Мананы на песню Tənha Payız. В мае 2014 года состоялась премьера сингла и клипа на песню «Gözlərin danışsın». Манана снялась в новом клипе находясь на шестом месяце беременности. В 2014 году Манана также выпустила сингл «Sevgiyə inan» на музыку Кямаледдина Гейдарова и стихи Лейлы Алиевой. 17 августа 2014 года в Баку Манана родила сына.
После небольшого декрета, в начале 2015 года, Манана Джапаридзе выпустила новый радио-сингл «Söylə sənmisin» (Скажи это ты). В мае 2015 года Манана представила слушателям композицию «Bir Söz» (Одно слово). Певица также сняла и выпустила клип на англоязычную песню «This is my time» («Мое время»), посвященную Евроиграм 2015 в Баку.
Осенью 2015 года Манана стала одним из наставников проекта The Voice of Azerbaijan на канале AZTV. Участница команды Мананы, молодая певица Семра Рагимли смогла дойти до финала, где заняла 4-е место. Позже, Семра представила Азербайджан на песенном конкурсе Евровидение 2016, где заняла 17 место.
В июле 2016 года Манана представила слушателям новый радио-сингл «Sevgimizin dənizində» (На море нашей любви). Песня был представлен звукозаписывающей компанией BMF. Ещё одной новинкой в 2016 году стала композиция «Sadəcə Sev» (Только люби) представленная слушателям 20 декабря 2016 года.
В июне 2017 года Манана Джапаридзе представила новый клип на азербайджанскую народную песню «Sarı gəlin». Съемки музыкального ролика прошли в Шемахинском районе Азербайджана, в деревне Мелхем. Ещё одной новинкой для поклонников стал выпуск ритмичной песни «Party music». 10 июля 2017 года Манана представила клип на песню «Party Music». Режиссёр работы Джейхун Керимов.
В июне 2018 года музыкальный лейбл BMF представил новый сингл Мананы «Əbədi Məhəbbət». Ещё одной новинкой певицы стала перезаписанная ею грузинская песня «Şalaxo».
18 сентября 2009 года, президент Азербайджана Ильхам Алиев подписал указ о присвоение Манане Джапаридзе звания заслуженной артистки Азербайджана.
Имеет звание почётного гражданина Тбилиси. Кавалер грузинского ордена Чести
Владеет грузинским, азербайджанским, английским и русским языками.

## Синглы
- 2010 — Tək Səninlə[20]
- 2018 — Sən Yaşamaq Səbəbim[21]
- 2021 — Vətən Sağ Olsun (Remake)[22]
- 2022 — Xoş Olar[23]
- 2022 — Sənin Nəğmən (İntizar)[24]
- 2024 — Sən Hamı Kimi Deyilsən (Remake)[25][26]
- 2024 — Can Vətən[27]

## Альбомы
- 2000 — Sənə verdim ürəyimi[28]
- 2001 — Dözməm bu ayrılığa[29]
- 2003 — Sevirəm səni[30]
- 2004 — Bizim sevgimiz (песни Эльдара Мансурова)[31]
- 2004 — Orientasian[32]
- 2005 — Səndən ayrı[33]
- 2009 — Bəxt ulduzum[34]
- 2023 —Turn It Up (English album)[35]

## Клипы
- 2003, Yol[36]
- 2004, Neyləyim
- 2005, Səndən ayrı
- 2006, Sevgimizin günləri[37]
- 2007, Sənsiz
- 2008, Qəlbimin arzusu[38]
- 2013, Tənha Payız
- 2014, Gözlərin danışsın
- 2015, This is my time[39]
- 2017, Sarı gəlin
- 2017, Party music[40]
- 2017, Can Azerbaycan[41]
- 2019, Sən Yaşamaq Səbəbim[42]
- 2024, Sənin Nəğmən (İntizar)[43]

### Видеоматериалы
- Манана Джапаридзе поёт на азербайджанском языке
- Манана Джапаридзе поёт на грузинском языке (вместе с Бесо Калантадзе)